# Хадла Хрюнд Логадоуттир
Хадла Хрюнд Логадоуттир (исл. Halla Hrund Logadóttir; род. 12 марта 1981, Рейкьявик) — исландский политический и государственный деятель. Генеральный директор Национального энергетического управления Исландии с 2021 года. Сооснователь и бывший один из руководителей (2017—2021) проекта «Арктическая инициатива», преподаватель вопросов развития арктических территорий Института государственного управления имени Джона Кеннеди (HKS) Гарвардского университета. Баллотировалась в президенты Исландии на выборах 1 июня 2024 года. Была избрана в альтинг, возглавляя список Прогрессивной партии в Южном избирательном округе на парламентских выборах 30 ноября 2024 года.

## Биография
Родилась 12 марта 1981 года в Рейкьявике, столице Исландии. Её родители — Йоханна Стейнгримсдоуттир (Jóhanna Steingrímsdóttir; род. 1961), медсестра и ДПДГ-терапевт, и Логи Рагнарссон (Logi Ragnarsson; род. 1960), информатик. У Хадлы Хрюнд есть младший брат, Хаук Стейн Логасон (Hauk Stein Logason), старший продюсер CCP Games.
Родители её отца происходили с фермы Лейдоульфсстадир (Leiðólfsstaðir) в долине Лахсау в Даласисле и фермы Хльескоугар (Hléskógar) в Хёвдахверви, рядом с городом Гренивик на восточном берегу Эйя-фьорда. Её дедушка и бабушка по материнской линии, Стейнгримюр Ларуссон (Steingrímur Lárusson; 1933–2014) и Анна Хильдур Аурнадоуттир (Anna Hildur Árnadóttir; 1938—2018) управляли удостоенной ряда наград фермой Хёрхсландскот (Hörgslandskot) в Сиде (Síða) в Вестюр-Скабтафедльссисле в Сюдюрланде, близ деревни Киркьюбайярклёйстюр на юге Исландии, и в детстве Хадла проводила  с ними всё лето и большую часть длительных рождественских и пасхальных каникул. Её дедушка был уважаемым лидером местной общины, членом Партии независимости.
Хадла выросла в столичном районе Аурбайр. Там ходила в начальную школу. Затем в 2001 году окончила среднюю женскую школу Рейкьявика.
С сентября 2003 по май 2006 года училась в Исландском университете, получила степень бакалавра искусств (BA) по политологии. С января 2009 года по декабрь 2012 года училась в Школе права и дипломатии имени Флетчера Университета Тафтса, получила степень магистра искусств права и дипломатии (MALD) со специализацией в области экономики и энергетики. С августа 2016 по май 2017 года училась в Институте государственного управления имени Джона Кеннеди (HKS) Гарвардского университета, получила степень магистра государственного управления (MPA) с упором на вопросы окружающей среды и энергетики.
После окончания Исландского университета Хадла Хрюнд работала в Министерстве иностранных дел (посольстве Исландии в Брюсселе, столице Бельгии) руководителем проекта исландского фестиваля Iceland on the Edge, запущенного в январе 2006 года, одного из крупнейших культурных фестивалей Исландии за рубежом. Провела его с участием Национального театра, Исландской танцевальной труппы, Iceland Airwaves, музея искусств Рейкьявика и других сторон. Местом проведения стали крупнейший культурный центр Бельгии — Брюссельский дворец изящных искусств (BOZAR) и концертный зал Ancienne Belgique. Фестиваль проходил с декабря 2007 по июнь 2008 года.
Из Брюсселя Хадла Хрюнд отправилась в 2009 году в Того — государство в Западной Африке, где приняла участие в инновационном и образовательном проекте в столице страны Ломе. Хадла Хрюнд преподавала студентам университета Ломе и помогала местным фермерам. Затем Хадла Хрюнд поехала в Париж и несколько месяцев проработала над инициативой «Содействие торговле» в Организации экономического сотрудничества и развития (ОЭСР). 
После Парижа Хадла Хрюнд продолжила образование. Училась в Лондонской школе экономики.
Из Лондона Хадла Хрюнд вернулась в Рейкьявик. C ноября 2011 по декабрь 2013 год Хадла Хрюнд была директором по международному развитию в Университете Рейкьявика (HR). С 2013 по июль 2016 года была администратором (исполнительным директором) Исландской школы энергетики (Iceland School of Energy, ISE) при Университете Рейкьявика. С 2015 года работает преподавателем по совместительству в Университете Рейкьявика, где читает курс по стратегическому планированию в области энергетики с упором на проблемы климата.
Хадла Хрюнд стала автором совместно с Генри Ли (Henry Lee), старшим преподавателем государственной политики и директором программы по окружающей среде и природным ресурсам Центром по науке и международным отношениям имени Белфера Института имени Джона Кеннеди (HKS) исследования HKS «Энергетическая политика Исландии: поиск правильного пути вперёд» (Iceland's Energy Policy: Finding the Right Path Forward), которое опубликовано в 2012 году. За эту работу Хадле Хрюнд предложили стипендию Гарвардского университета. Курс на основе этого исследования преподаётся Хадлой Хрюнд с 2012 года в Гарварде и за пределами США.
Хадла Хрюнд была одной из 15 приглашенных авторов специального выпуска «Хроники ООН» «Устойчивая энергетика», опубликованного в связи с 21-й конференцией ООН по изменению климата (COP21) в 2015 году.
Хадла Хрюнд поехала в Бостон, чтобы изучать изменение климата в Арктике. В 2015—2021 годах Хадла Хрюнд работала над проектом Arctic Innovation Lab для студентов Института имени Джона Кеннеди в сотрудничестве с рядом университетов. Является членом команды (старшим научным сотрудником-нерезидентом), соучредителем и бывшим содиректором (с июня 2017 по апрель 2021 года) проекта «Арктическая инициатива» (Arctic Initiative), основанной в 2017 году Центром имени Белфера, приоритетами которой являются решение проблем и использование возможностей, связанных с последствиями изменения климата в Арктике. Особое внимание уделяется изучению того, в какой степени существующая государственная и международная политика, программы, законы и нормативные акты являются адекватными и уместными для решения возникающих проблем и использования возможностей в Арктике, а также рассмотрению путей их улучшения. Среди преподавателей и руководителей проекта «Арктическая инициатива» — бывший советник президента США Барака Обамы по науке Джон Холдрен. В 2019 году Хадла Хрюнд названа молодым глобальным лидером и представляла «Арктическую инициативу» на Всемирном экономическом форуме (ВЭФ). Является куратором карты меняющейся Арктики ВЭФ. Преподаёт на должности адъюнкта вопросы развития арктических территорий в магистратуре Гарвардского университета.
С 2015 года Хадла Хрюнд входит в совет директоров Энергетического фонда (Orkusjóður).
В июне 2021 года назначена директором по делам энергетики (orkumálastjóri) — генеральным директором Национального энергетического управления Исландии — Orkustofnun при Министерстве промышленности Исландии. Стала первой женщиной на этом посту, сменив Гвюдни Альберта Йоуханнессона (1951—2023), который занимал пост с 2008 года. В 2022 и 2023 годах была членом совета регуляторов (BoR) Агентства по взаимодействию регуляторов энергетики (ACER) Европейского союза.
Является сооснователем и европейским директором международной некоммерческой организации по обеспечению равенства Girls For Girls (G4G). Этот проект был создан женщинами из восьми стран с разных континентов, собравшимися в Институте имени Джона Кеннеди в 2017 году. Его целью является повышение квалификации и укрепление отношений между молодыми женщинами по всему миру. В настоящее время проект активен в десятках стран.

## Политическая карьера

Логотип президентской кампании 2024 года

Баллотировалась на президентских выборах 1 июня 2024 года. Согласно опросам населения «Гэллапа» (Gallup á Íslandi), проведённым в мае, пользовалась большей поддержкой среди мужчин, чем женщин, среди людей старшего возраста, чем молодых, среди избирателей Партии Центра и «Социал-демократического альянса». Заняла третье место, набрала 15,5 % голосов избирателей.
26 октября 2024 года назначена первым номером в списке кандидатов от Прогрессивной партии в Южном избирательном округе на выборах в альтинг 30 ноября. Председатель Прогрессивной партии Сигюрдюр Инги Йоуханнссон занял второе место в списке. По результатам выборов Хадла Хрюнд избрана в альтинг. Член Комитета будущего с 2025 года, Комитета по окружающей среде и транспорту с 2025 года, исландской делегации в Северном совете с 2025 года.

## Личная жизнь
Муж Хадлы — Кристьян Фрейр Кристьянссон (Kristján Freyr Kristjánsson), управляющий директор и сооснователь компании по разработке программного обеспечения 50skills. У них две дочери: Хильди Кристина (Hildi Kristína) и Сага Фригерди (Säga Friðgerði).